# Juan Carlos Lezcano
Juan Carlos Lezcano López (Asunción, Paraguay; 5 de noviembre de 1938) es un futbolista paraguayo que se desempeñaba como delantero.

## Carrera
Lezcano nació en Asunción con un padre que era futbolista, Lezcano Co comenzó a jugar fútbol cuando era joven en el equipo local Club Olimpia. Primeramente como futbolista senior con el club chileno Club Deportivo Universidad Católica. A pesar de ser fichado por agentes españoles, se unió al rival de la Universidad Católica, el Santiago Morning, en 1961. La temporada siguiente, Lezcano se trasladó a España y se unió al Elche CF.
Lezcano jugó nueve temporadas en la Liga con el Elche, marcando 42 goles en 213 partidos ligueros. Fue una figura clave para el club, que llegó a la final de la Copa del Generalísimo de 1969.
Tras retirarse como jugador, Lezcano se convirtió en entrenador de fútbol. Entrenó al Elche CF Ilicitano en 1976 y fue segundo entrenador de Felipe Mesones en el club matriz en 1977. Lezcano también ha actuado como entrenador interino del Elche en tres ocasiones.